# 静岡県道48号舘山寺鹿谷線
静岡県道48号舘山寺鹿谷線（しずおかけんどう48ごう かんざんじしかたにせん）は、静岡県浜松市中央区を通る県道（主要地方道）である。通称は舘山寺街道（かんざんじかいどう）。

## 概要
浜松市中心街や東名高速道路浜松西ICから舘山寺温泉方面を目指す場合に主要な路線となる。
富塚町交差点西側の一部のみバイパス道路からの接続の関係で一部片側2車線の部分があるものの、起点から終点まで基本的にすべて2車線（片側1車線）である。沿線の生活道路としても重要な路線であり、前述のように舘山寺温泉や浜名湖パルパル、舘山寺総合公園（浜松市動物園、浜松市フラワーパーク）といった観光地へのアクセス路でもある。

### 路線データ
- 陸上距離：13.9 km
- 起点：浜松市中央区舘山寺町

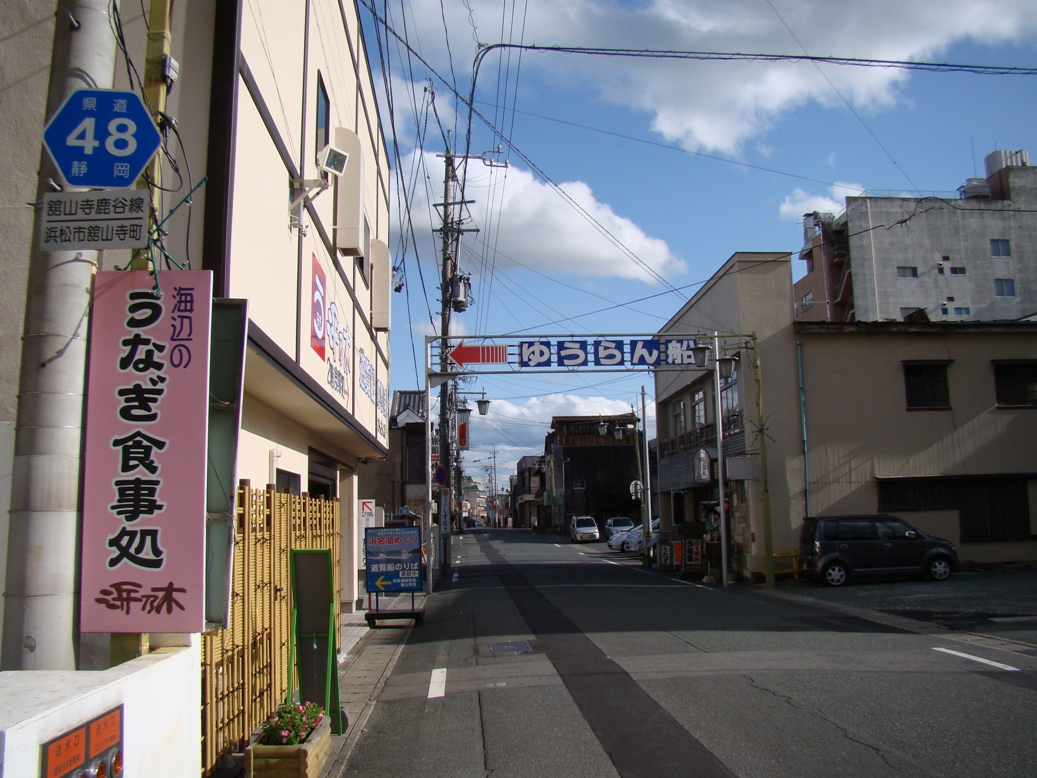
起点付近

- 終点：浜松市中央区鹿谷町（国道257号交点）

## 歴史
- 1960年（昭和35年）4月1日 - 認定
- 1976年（昭和51年）7月13日 - 路線名が館山寺名残線から館山寺鹿谷線へ変更される[1]。
- 1978年（昭和53年）3月31日 - 路線名が館山寺鹿谷線から舘山寺鹿谷線へ変更される[2]。
- 1990年代終盤 - 布橋（国道257号交点） - 富塚町（静岡県道325号交点）までのバイパス道路が全通。ただしこちらは県道指定されておらず、市道扱いである。
- 1993年（平成5年）5月11日 - 建設省から、県道舘山寺鹿谷線が舘山寺鹿谷線として主要地方道に指定される[3]。

## 路線状況

### 別名
- 舘山寺街道（浜松市）

### 重複区間
- 静岡県道319号村櫛三方原線（浜松市中央区和地町・和地西交差点 - 浜松市中央区和合町・すじかい橋交差点）
- 静岡県道49号細江舞阪線（浜松市中央区和合町・すじかい橋交差点 - 浜松市中央区湖東町・湖東団地西交差点）
- 静岡県道325号宇布見浜松線（浜松市中央区富塚町・富塚西交差点 - 浜松市中央区富塚町・浜商西交差点）

## 地理

### 通過する自治体
- 浜松市（中央区）

### 交差する道路
- 静岡県道320号引佐舘山寺線（浜松市中央区舘山寺町）
- 静岡県道323号舘山寺弁天島線（浜松市中央区舘山寺町）
- 村櫛舘山寺道路
- 静岡県道319号村櫛三方原線（浜松市中央区和地町・和地西交差点）
- 静岡県道49号細江舞阪線・静岡県道319号村櫛三方原線（浜松市中央区和合町・すじかい橋交差点）
- 静岡県道49号細江舞阪線（浜松市中央区湖東町・湖東団地西交差点）
- 静岡県道364号湖東和合線（浜松市中央区湖東町・和地向交差点）
- 静岡県道65号浜松環状線（浜松市中央区伊左地町・伊左地町交差点）
- 静岡県道325号宇布見浜松線（浜松市中央区富塚町’・富塚西交差点）
- 静岡県道325号宇布見浜松線（浜松市中央区富塚町・浜商西交差点）
- 国道257号（浜松市中央区鹿谷町、終点）